# College van zetters
Het college van zetters was een gemeentelijk bestuursorgaan in Nederland dat tot taak had de burger te beschermen tegen de macht en mogelijke willekeur van de fiscus. Het college is in 1808 opgericht en heeft bestaan tot 1914.
In 1806 werd in Nederland een nieuw belastingstelsel ingevoerd. Vanaf toen golden in alle provincies, steden en dorpen dezelfde belastingen, die op dezelfde voet en tegen dezelfde tarieven werden geheven. Er werd een nationale belastingdienst opgericht die tot taak had de belastingen te heffen en te innen. In 1808 werd bepaald dat in elke gemeente een college van zetters moest worden opgericht dat in samenwerking met de belastingdienst de omslag van de vooraf vastgestelde gemeentelijke grondwaardebelasting over de grondeigenaren moest vaststellen. Vanaf 1813 werd de taak uitgebreid met het vaststellen van de 'personele belasting', die geheven werd op de huurwaarde van gebouwen, het aantal deuren en vensters, het aantal haardsteden, de waarde van het meubilair, het aantal inwonende dienstboden en het aantal paarden van plezier.
Tot zetters werden belastingplichtige ingezetenen benoemd die goed op de hoogte waren van de plaatselijke situatie en van de persoonlijke omstandigheden van de belastingschuldigen. Iedere zetter kreeg een deel van het grondgebied van de gemeente toegewezen en was voor zijn sectie verantwoordelijk voor het omslaan van de grondbelasting over de grondeigenaren en het vaststellen van de verschuldigde personele belasting. Hij deed dat in samenwerking met de inspecteur van de directe belastingen en de plaatselijke ontvanger. De burgemeester stond ambtshalve aan het hoofd van het college van zetters. Bij hem kon men ook in beroep gaan.